# Dissimulate
Dissimulate è il secondo album in studio del gruppo industrial metal australiano The Berzerker, pubblicato il 26 agosto 2002 dalla Earache Records.

## Tracce
1. Disregard – 1:20
2. Failure – 2:26
3. The Principles and Practices of Embalming – 3:25
4. No One Wins – 1:50
5. Death Reveals – 1:56
6. Compromise – 2:43
7. Betrayal – 2:30
8. Last Mistake – 3:20
9. Painless – 3:16
10. Pure Hatred – 1:24
11. Paradox – 2:06
12. Abandonment – 1:36
13. Untitled Track – 1:06
14. Corporal Jigsore Quandary (Carcass cover) – 5:34